# Elwirka

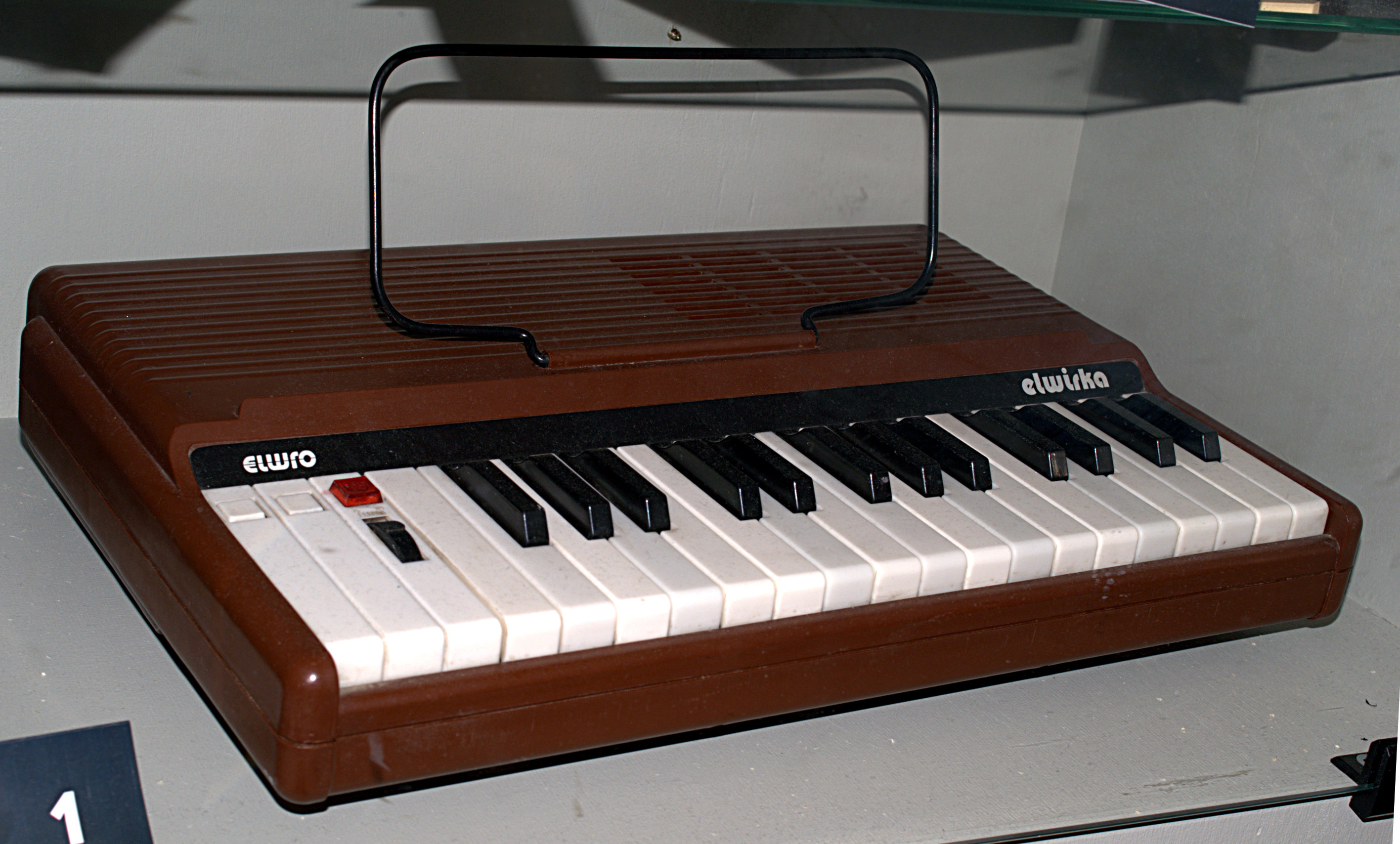
Elwirka na wystawie „Produkt Polski” w Galerii Krakowskiej

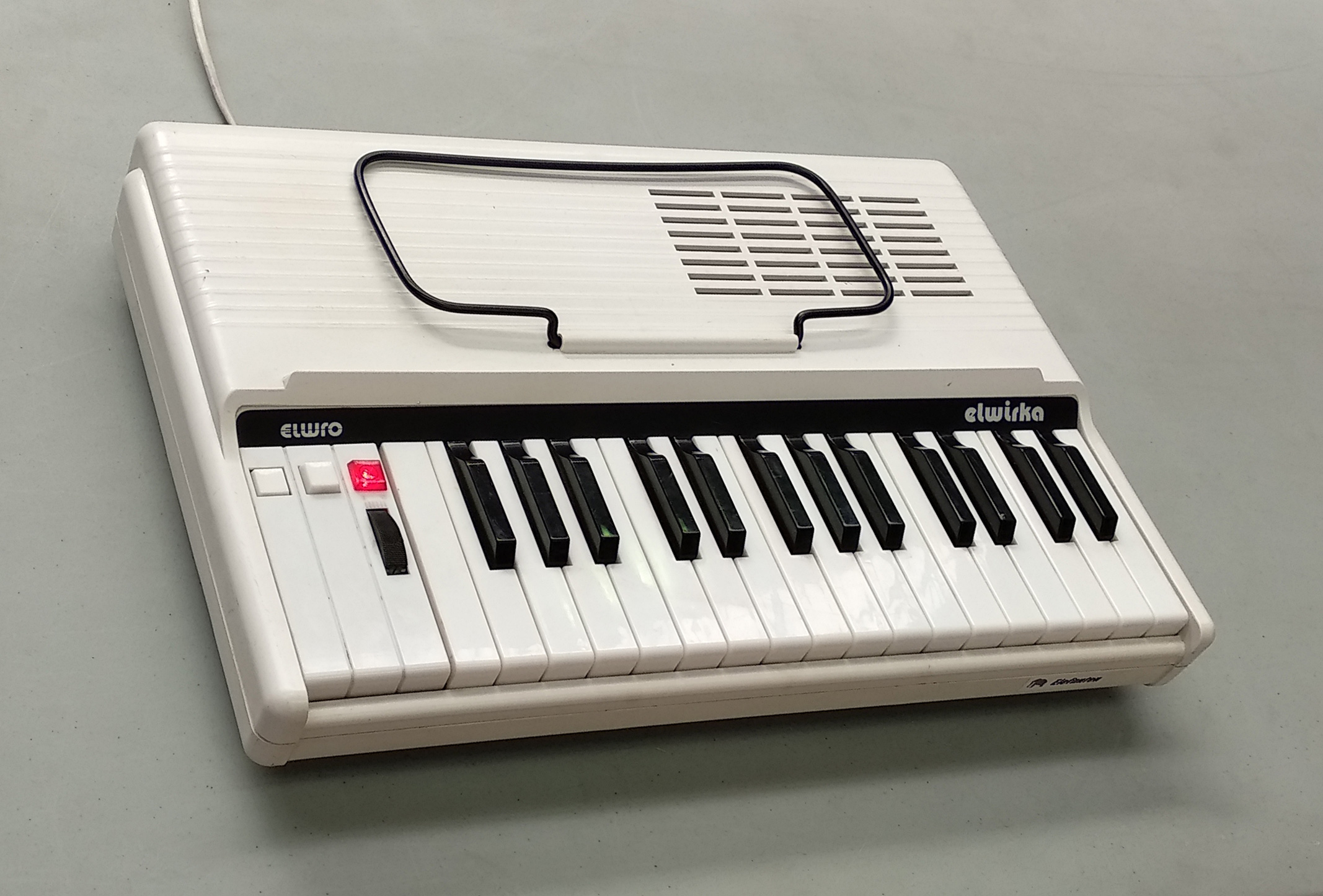
Elwirka w białej obudowie na festiwalu Pixel Heaven 2019

Elwirka – syntezator muzyczny (keyboard), produkowany przez Wrocławskie Zakłady Elektroniczne Mera-Elwro około 1982 roku, jedyny instrument muzyczny ich wyrobu. Obudowa została później zaadaptowana dla komputera Elwro 800 Junior, z zachowaniem podstawki na nuty. Miał klawiaturę na dwie i pół oktawy, przycisk, który włączał filtr dolnoprzepustowy i klawisz vibrato.